# بو لت یا
بو لت یا (برمه‌ای: ဗိုလ်လက်ျာ؛ ۳۰ اوت ۱۹۱۱ – ۲۹ نوامبر ۱۹۷۸) افسر، دولت‌مرد اهل میانمار (برمه) بود.